# Большой Кинмаваям
Большой Кинмаваям — река в России, на северо-востоке полуострова Камчатка, протекает по территории Карагинского района Камчатского края.
Длина реки — 34 км. Истоки реки расположены на восточном склоне горы Три Сестры (774,6 м). Протекает в юго-восточном направлении, в среднем и нижнем течении по болотистой местности, впадает в Макарьевскую лагуну (2 км от устья Макаровки), сама лагуна сообщается с Беринговым морем в районе пролива Литке Карагинского залива.
Протекает вдали от населённых пунктов.
Перевод второго составляющего гидронима — с корякского Кинмаваям — «нижняя, обходная река».

## Данные водного реестра
По данным государственного водного реестра России относится к Анадыро-Колымскому бассейновому округу.
Код объекта в государственном водном реестре — 19060000312120000009325.